# Mahidpur
Mahidpur là một thành phố và khu đô thị của quận Ujjain thuộc bang Madhya Pradesh, Ấn Độ.

## Nhân khẩu
Theo điều tra dân số năm 2001 của Ấn Độ, Mahidpur có dân số 28.080 người. Phái nam chiếm 52% tổng số dân và phái nữ chiếm 48%. Mahidpur có tỷ lệ 62% biết đọc biết viết, cao hơn tỷ lệ trung bình toàn quốc là 59,5%: tỷ lệ cho phái nam là 70%, và tỷ lệ cho phái nữ là 52%. Tại Mahidpur, 17% dân số nhỏ hơn 6 tuổi.